# Illmensee
Illmensee ist eine Gemeinde im Landkreis Sigmaringen in Baden-Württemberg rund 17 Kilometer nördlich des Bodensees. Illmensee wird mit seinen 100 Hektar Seenfläche auch Drei-Seen-Gemeinde genannt. Seit 1987 ist Illmensee ein staatlich anerkannter Erholungsort.

## Geographie

### Geographische Lage

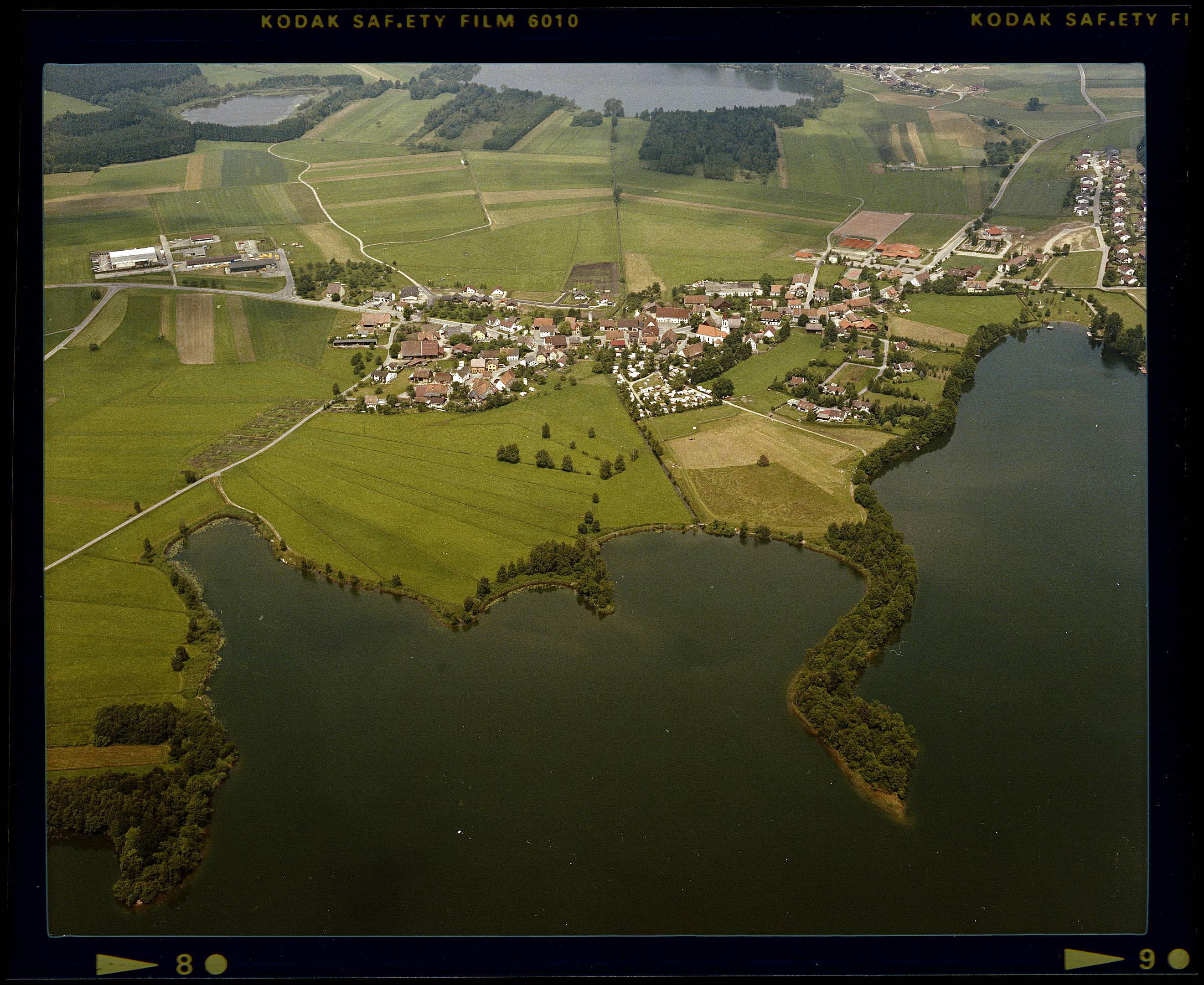
Illmensee (1984)

Auf der Gemarkung der Gemeinde liegen neben dem gleichnamigen Illmensee auch der Ruschweiler See und der Volzer See. Alle drei Seen sind gemeinsam gegen Ende der letzten Eiszeit, der so genannten Würmeiszeit, entstanden. Der Illmensee ist ein beliebter Badesee, es gibt dort einen Campingplatz.
Ebenfalls auf Gemeindegebiet liegt mit 833 Metern ü. NN. die höchste nicht zur Schwäbischen Alb gehörende Erhebung im Landkreis Sigmaringen, der Höchsten. Der Gipfel liegt rund fünf Kilometer südlich von Illmensee. Ein weiterer Gipfel auf Gemeindegebiet ist der Sturmberg.

### Nachbargemeinden
Nachbargemeinden sind ausgehend von Norden im Uhrzeigersinn Ostrach, Wilhelmsdorf, Deggenhausertal, Heiligenberg und Pfullendorf.

### Gemeindegliederung
Die Gemeinde Illmensee setzt sich zusammen aus dem Dorf Illmensee (mit den Häusern Berghalden, Härte[Herden-]bühl, Im Langenwegacker, Im Sandbühl, Reute und Weiher, dem Weiler Krumbach und Lichtenegg sowie dem aufgegebenen Hof Altlichtenegg im Weiler Lichtenegg), dem Dorf Illwangen (mit den Höfen Birkhof, Höchsten, Rutscherhaus und Waldhäusle, dem Zinken Glashütten, den Häusern Zum Schwanen sowie dem abgegangenen Betzenreute) und dem Dorf Ruschweiler (mit dem Gampenhof, den Häusern Im Kläfflerösch, Im Pfisteri, Im Sturmberg, In den Bachäckern, In den Furtäckern [Hungerberg], den Dörfern Judentenberg und Neubrunn, den Volzenhöfen sowie den abgegangenen Orten Ruschried und Seligenstatt bei Judentenberg).
| Wappen                 | Ortsteil            | Einwohner | Fläche |
| ---------------------- | ------------------- | --------- | ------ |
| Illmensee              | Illmensee (Kernort) | 927       | ?      |
| Illwangen              | Illwangen           | 234       | ?      |
| Wappen von Ruschweiler | Ruschweiler         | 919       | ?      |

### Schutzgebiete
In Illmensee liegt das Naturschutzgebiet Ruschweiler und Volzer See. Es wird umgeben vom Landschaftsschutzgebiet Illmensee, Ruschweiler See und Volzer See und gehört gleichzeitig zum FFH-Gebiet Pfrunger Ried und Seen bei Illmensee. Im äußersten Süden der Gemeindefläche hat Illmensee zudem Anteil am Landschaftsschutzgebiet Höchsten.

## Geschichte

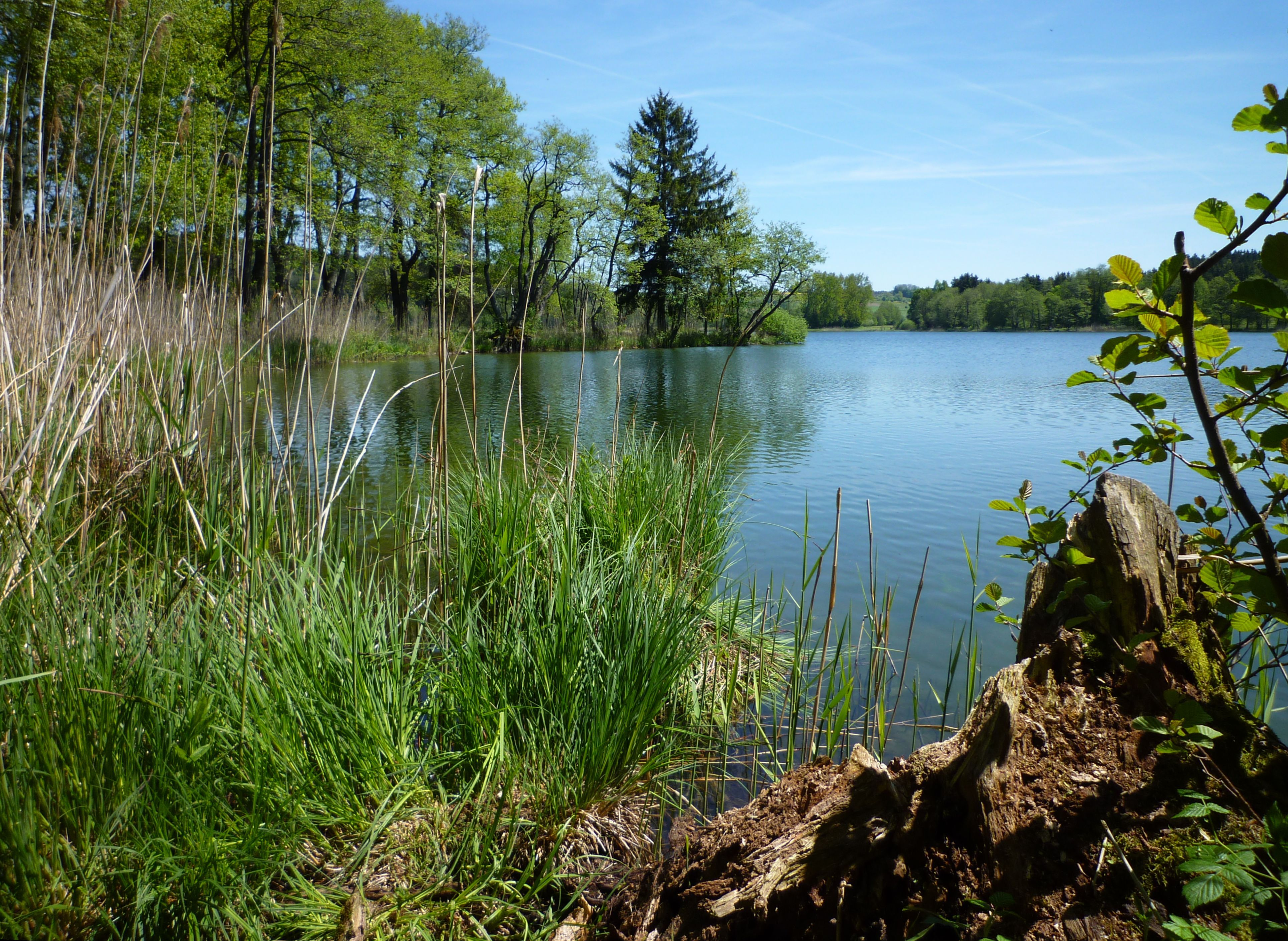
Der namensgebende Illmensee

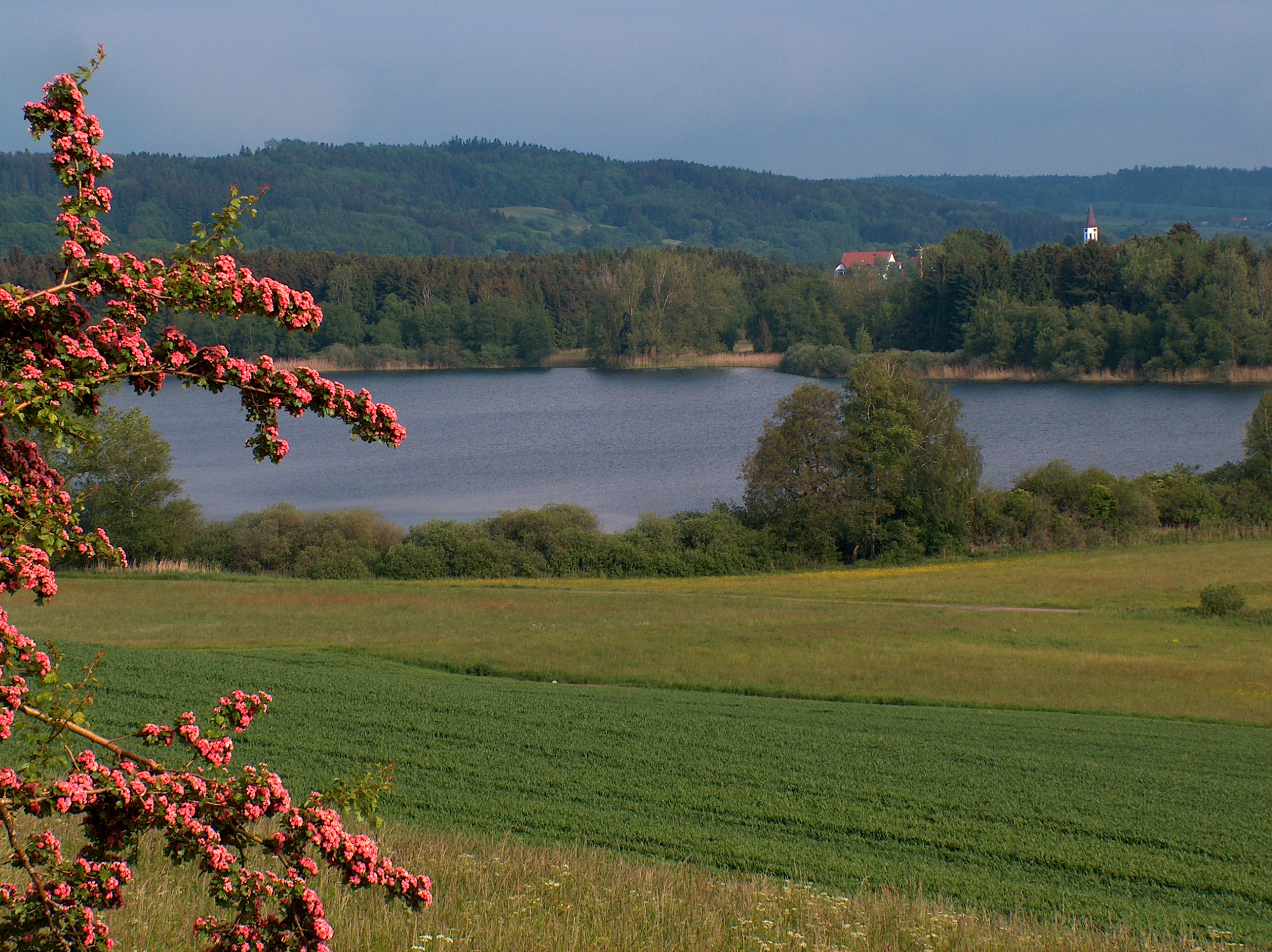
Der Ruschweiler See

Sind die heutigen Ortschaften Illmensee, Illwangen und Ruschweiler wohl alle Gründungen der Ausbauzeit, so waren die Flachwasserzonen der Seen bereits in der Jungsteinzeit Siedlungsraum. Am Ruschweiler See lässt sich die Pfyn-Altheimer Gruppe (4000 bis 3500 v. Chr.) und am Illmensee die Horgener Kultur (3000 bis 2500 v. Chr.) anhand von Keramikfunden nachweisen.
Ein künstlicher Damm und der Gehöftname „Weiher“ bzw. „Weiherhöfe“, westlich von Illmensee und südlich von Volzen, sowie „Krumbach“ geben noch Auskunft über die Rolle, die Fischzucht und Fischfang an Andelsbach und Krumbach seit dem Mittelalter gespielt haben. Die Ortschaften lagen bis zur Mediatisierung im Gebiet der Grafschaft Heiligenberg und kamen im 19. Jahrhundert zum Großherzogtum Baden. Von 1939 bis 1972 waren die Orte dem Landkreis Überlingen zugeordnet.
Im Rahmen der Gebietsreform in Baden-Württemberg wurden am 1. September 1971 die beiden Gemeinden Illwangen und Ruschweiler nach Illmensee eingemeindet. Nach Bildung der neuen Gemeinde Wilhelmsdorf am 1. Januar 1973 wurden die ehemals zur Gemeinde Illwangen gehörenden badischen Ortsteile Höhreute (mit den Höfen Sack und Wanne), Niederweiler und Tafern mit Wirkung zum 1. Mai 1973 der neuen Gemeinde Wilhelmsdorf und damit dem Landkreis Ravensburg zugeordnet.
Illmensee kam durch die Kreisreform 1973 zum Landkreis Sigmaringen.

## Religionen
Die Bevölkerung Illmensees ist mehrheitlich römisch-katholisch. Die katholische Pfarrgemeinde am Illmensee ist seit dem Jahr 1275 urkundlich belegt und gehört zur Seelsorgeeinheit Oberer Linzgau im Dekanat Sigmaringen-Meßkirch des Erzbistums Freiburg an. Des Weiteren gibt es eine evangelische Minderheit, die der evangelischen Kirchengemeinde Pfullendorf angehört. Diese gehört über den Kirchenbezirk Überlingen-Stockach der Evangelischen Landeskirche in Baden. Seit 1993 gibt es in Illmensee eine Freie Christengemeinde.

## Politik

### Gemeinderat
Die Kommunalwahl am 9. Juni 2024 führte bei einer Wahlbeteiligung von 70,4 % (2019: 73,8 %) zu folgendem Ergebnis:
- FWR: 8
- CDU: 4

### Bürgermeister
Bürgermeister der Gemeinde Illmensee ist Michael Reichle.
Bis 2011 war Bernhard Stadler Bürgermeister, er trat zur Wahl am 9. Oktober 2011 nicht mehr an. Da diese Wahl für keinen der drei Kandidaten eine absolute Mehrheit brachte, wurde am 23. Oktober ein zweiter Wahlgang nötig, bei dem Jürgen Hoffmann, der seit seiner Hochzeit 2017 Jürgen Lasser heißt, mit 58,1 % der Stimmen gewählt wurde. Die offizielle Amtseinsetzung fand am 10. Januar 2012 statt. Bei der Bürgermeisterwahl am 20. Oktober 2019 wurde Michael Reichle gewählt, der sein Amt im Januar 2020 antrat.
- Thomas Braun
- bis 1987: Xaver Reis
- 1988–2011: Bernhard Stadler
- 2012–2019: Jürgen Lasser
- seit 2020: Michael Reichle

### Wappen
| Wappen der Gemeinde Illmensee | Blasonierung: „In Rot über einem goldenen (gelben) Dreiberg ein springender silberner (weißer) Fisch.“ |
| Wappen der Gemeinde Illmensee | Wappenbegründung: Im 19. Jahrhundert wiesen die Gemeindesiegel die Initiale des Ortsnamens auf, die entweder mit zwei Laubzweigen bekränzt oder von zwei gebogen abwärts schwimmenden Fischen begleitet war. Die letzteren sollten wohl auf die Seen der Umgebung und damit auch auf den Gemeindenamen hinweisen. Seit dem Jahre 1901 führt die Gemeinde das Wappen des 1591 in der Schweiz ausgestorbenen Geschlechts Irmensee, das auf den Ortsadel der Herren von Illmensee zurückgeführt wird. |

## Kultur und Sehenswürdigkeiten
Die Gemeinde Illmensee bildet zusammen mit der Stadt Pfullendorf und den Gemeinden Ostrach, Wald und Wilhelmsdorf die 1999 gegründete Ferienregion „Nördlicher Bodensee“.

### Bauwerke
- Die katholische Pfarrkirche Mariä Himmelfahrt in Illmensee zeigt stilistische Mittel der Spätgotik und stammt in ihrer heutigen Form von 1860. Die Altarblätter sind vom bekannten Schweizer Kirchenmaler Melchior Paul von Deschwanden.
- Im Weiler Krumbach befindet sich die Vituskapelle, eine 1611 gestiftete Wegkapelle.
- Im Ortsteil Judentenberg befindet sich die Kapelle des Heiligen Martin, eine um 1051 erstmals erwähnte und im Stil der Spätgotik dastehende Kapelle. Die Fresken stammen aus dem 14. Jahrhundert und das Gestühl aus dem 16. Jahrhundert.[18]
- Im Weiler Mariahof bei Illwangen befindet sich die katholische Lorettokapelle Mariä Heimsuchung. Im Kontext des gegenreformatorischen Lorettokults während und in den Jahrzehnten nach dem Dreißigjährigen Krieg geht die 1670 erbaute Kapelle im seinerzeit fürstenbergischen Untertanenort Illwangen auf eine Stiftung des wohlhabenden salemischen Lehensbauern Blasius Fetscher auf dem Gelände seines Hofes zurück. Dem allerdings erst 1727 beurkundeten Willen des Stifters zufolge sind in der Kapelle regelmäßig Messen zum Seelenheil der Familie Fetscher zu feiern, erwartet die Pilger zu der rasch aufblühenden Marienwallfahrt Brot und Wein als Stärkung und sollen die Stiftungsüberschüsse an die Armen und Kranken der Umgebung verteilen. Während der Spitzbogen und das Tonnengewölbe noch in frühere Kunstepochen verweisen, zeigt sich der Innenraum in einem schlichten barocken Gewand. Von der ursprünglichen Ausstattung der Kapelle hat sich eine wohl aus dem 18. Jahrhundert stammende ausdrucksstarke Kreuzigungsgruppe erhalten.[19]
- In Ruschweiler befindet sich eine 1908 erbaute, der „Maria, Mutter der immerwährenden Hilfe“ geweihte Kapelle der katholischen Pfarrgemeinde Illmensee-Ruschweiler, die seit Jahren für evangelische Gottesdienste zur Verfügung gestellt wird.
- In Neubrunn steht die St.-Michaels-Kapelle von 1908.[20]
- Rund 500 Meter südwestlich des Illmenseer Ortsteils Lichtenegg finden sich in Spornlage geringe Mauerreste der hochmittelalterlichen Burgstelle Alt-Lichtenegg. Rund 300 Meter westlich des Dorfes befand sich ebenfalls in Spornlage die spätmittelalterliche Burgstelle Neu-Lichtenegg, von der sich Grabenreste erhalten haben.
- In Richtung Birkhof befindet sich ein Stein, der zusammen mit der Stadt Illmensee in Russland als Kriegerdenkmal unterhalten wird.
- Auf Gemarkung Illmensee befinden sich zwei von drei Hofgüter des Spitalfonds Pfullendorf. Das Hofgut Lichtenegg ist mit 67,6 Hektar das zweitgrößte spitälische Hofgut. Es befindet sich seit 1412 im Eigentum des Spitalfonds und ist verpachtet. Das Hofgut Mariahof gehört dem Spitalfonds seit 1899. Es ist mit 68,55 Hektar das größte Hofgut im Eigentum des Spitalfonds. Ein weiteres spitälisches Hofgut befindet sich in Wattenreute.[21]

### Sonstiges
- Der „Hydranten-Wanderweg“ ist einzigartig in Deutschland: Von Künstlern bemalte Hydranten stellen Figuren dar, die die Wanderer auf zwei verschiedenen Routen durch die Gemeinde führen. Die südliche Route ist fünf Kilometer lang. Sie führt von Illmensee nach Illwangen und am Ufer des Illmensees wieder zurück. Auf dieser Route sind zum Beispiel ein Lehrer, ein bunter Clown, ein Polizist, ein Pirat sowie Oma und Opa postiert. Die nördliche Route – rund acht Kilometer lang – führt von Ruschweiler über Judentenberg zurück nach Ruschweiler. Hier begegnet man zum Beispiel sportlichen Rennfahrern, Indianern, Waldhexen, Jägern und Reitern.[22]
- Vom Aussichtspunkt am Höchsten, einem Holzpavillon, hat man bei klarer Sicht guten Blick auf die Bodenseeregion und die Alpenkette von Zugspitze bis ins Berner Oberland. In wolkenloser Nacht ist das Streulicht der Städte der Umgebung in dieser Höhe so gering, dass von hier Sterne sehr gut beobachtbar sind. Vom Aussichtspunkt führt der „Schwäbisch-alemannische Mundartweg“, ein Rundweg, der Skulpturen und Tafeln mit typisch schwäbisch-alemannischen Redewendungen zeigt, 200 Meter zum Berggasthof Höchsten und wieder zurück.[9]
- Illmensee und Ruschweiler waren 2024 Drehorte der ZDFneo-Serie Tschappel.[23]

### Sport

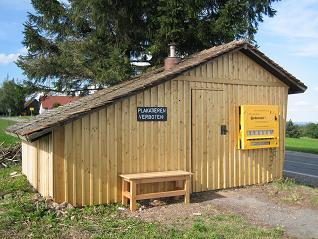
Zielregion StoppOmat

Auf dem Gemeindegebiet befand sich der Stoppomat, die erste permanente Anlage für Rad-Bergzeitfahren in Deutschland. Die Anlage befand sich am Höchsten, der mit 833 Metern Höhe die höchste Erhebung im Bodenseekreis ist. Die Zielstation steht auf 830 m ü. NN beim Ortsteil Glashütten.

## Wirtschaft und Infrastruktur
Die Gemeinde Illmensee ist touristisch geprägt und gehört zur Ferienregion „Nördlicher Bodensee“. Im Jahr 2014 verzeichneten Illmensee und seine Teilorte 29.399 Übernachtungen.

### Verkehr
Der Öffentliche Nahverkehr wird durch den Verkehrsverbund Neckar-Alb-Donau (NALDO) gewährleistet. Die Gemeinde befindet sich in der Wabe 448. Sie ist die südlichste des Verkehrsverbundes. Seit 1. Januar 2009 gehört Illmensee auch zum Bodensee-Oberschwaben Verkehrsverbund (bodo).
Die wichtigste Buslinie 7538 verbindet stündlich Illmensee mit Pfullendorf nach Westen und Ravensburg nach Osten. Die Buslinie 7380 ermöglicht die Fahrt nach Heiligenberg und von dort aus weiter nach Überlingen am Bodensee. Linie 41 bedient den Schülerverkehr nach Wilhelmsdorf. Zusätzlich ergänzt der Rufbus Emma 680 das Angebot innerhalb der Gemeinde und zwischen Pfullendorf und Heiligenberg im Zweistundentakt.

### Telekommunikation
Auf dem Höchsten befindet sich ein Sendemast der Deutschen Telekom AG (Sender Ravensburg).

### Windkraft
Seit Februar 1997 wurden im „Windpark Sturmberg“ 3 Nordex N 54 Windkraftanlagen in Betrieb genommen.
Der Regionalverband Bodensee-Oberschwaben hat mit dem Standort Judentenberg eines von nur drei Vorranggebieten im Teilregionalplan Windenergie für bedeutsame Windkraftanlagen ausgewiesen.

### Ansässige Unternehmen
Illmensee verfügt über ein relativ großes Industriegebiet. Insgesamt sind in der Gemeinde 420 Menschen beschäftigt, davon 280 im produzierenden Gewerbe und 140 im Dienstleistungsbereich.

## Persönlichkeiten

### Ehrenbürger
- 1951, 7. September: Wendelin Rauch (1885–1954), katholischer Theologe; war von 1948 bis 1954 Erzbischof von Freiburg[29][30]
- 1988, 8. Januar: Xavier Reis, Bürgermeister a. D.[31]
- 2013, 11. April: Bernhard Stadler, Bürgermeister a. D.[32]

### Söhne und Töchter der Gemeinde
- Otto Siegel (* 1909 in Lichtenegg; † 1987 in Speyer), Agrikulturchemiker und Verbandsfunktionär